# Palacio de la Música Mexicana
El Palacio de la Música es un recinto museístico moderno dedicado principalmente a la conservación y difusión de la música mexicana e indígena, ubicado en el Centro histórico de Mérida, ciudad capital del estado de Yucatán, en México. Alberga el Centro Nacional de la Música Mexicana, una sala de conciertos y un museo virtual. Fue inaugurado en 2018 y premiado un año después con el galardón Obra del Año de 2019 por la Revista Obras, que reconoce anualmente a las mejores obras arquitectónicas del país.

## Historia

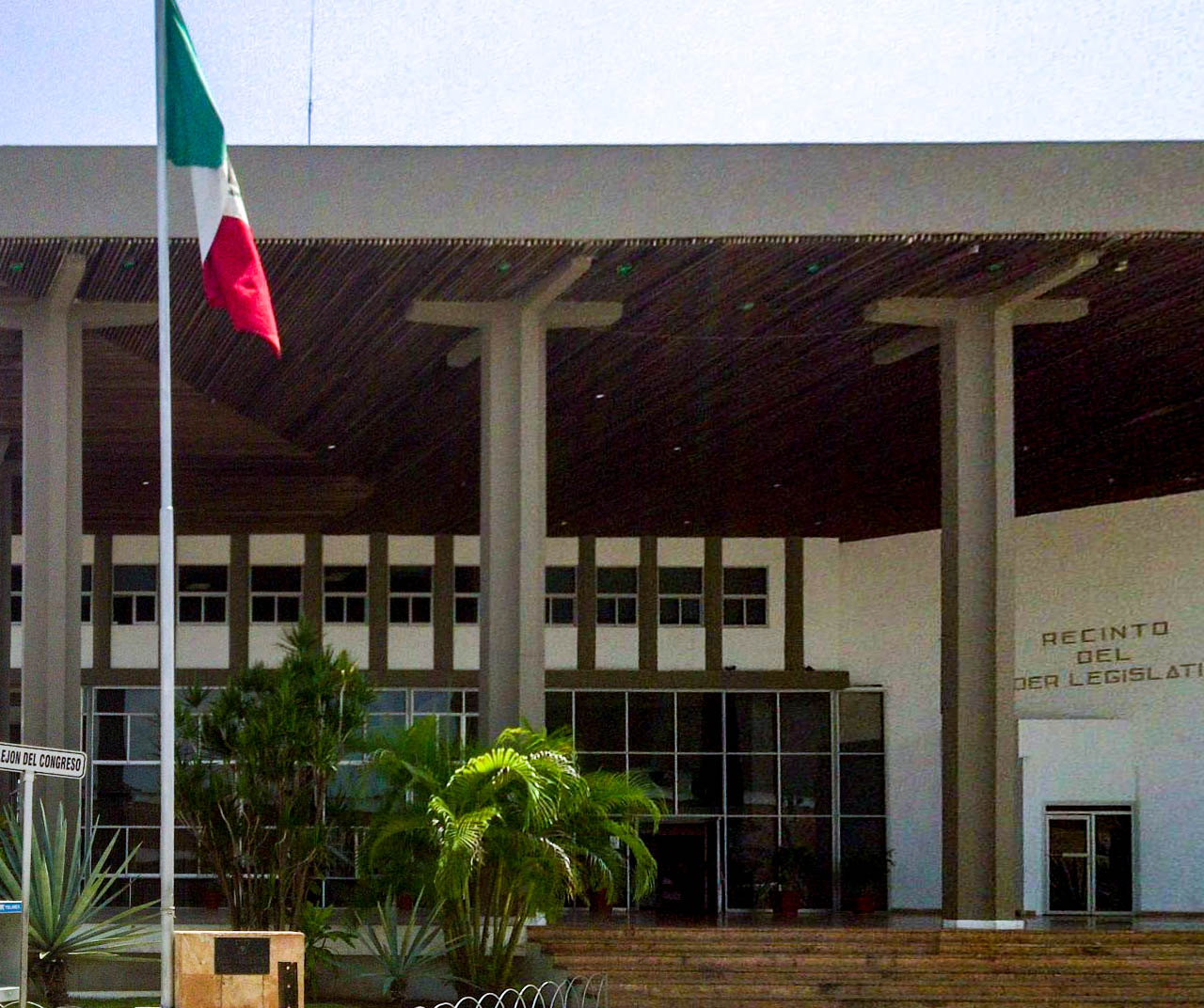
Antigua sede del Congreso de Yucatán antes de ser demolido a principios de 2016.

El Palacio de la Música fue construido sobre el sitio donde anteriormente se ubicó la sede del Congreso del Poder Legislativo del Estado de Yucatán por más de tres décadas desde 1980. La realización del proyecto estuvo a cargo de las firmas arquitectónicas Muñoz Arquitectos, Alejandro Medina Arquitectura, Quesnel Arquitectos y Reyes Ríos + Larrain Arquitectos en coordinación con el Instituto Nacional de Antropología e Historia. Tuvo una inversión total de 348 millones de pesos mexicanos, de los cuales 298 millones fueron otorgados por el gobierno federal y 55 millones por el gobierno estatal.
Los preparativos para la edificación de la obra empezaron en diciembre de 2015 con el desmantelamiento del exrecinto del Congreso de Yucatán, Posteriormente, el entonces gobernador del estado Rolando Zapata Bello acompañado de otros funcionarios dieron inicio a la edificación del complejo de manera oficial el 7 de enero de 2016 tras finalizar la demolición del inmueble que anteriormente se encontraba en ese lugar y que alojó al Congreso local por 35 años. La construcción del Palacio de la Música finalizó dos años después y fue finalmente inaugurado el 25 de junio de 2018 por el entonces presidente de México Enrique Peña Nieto en compañía de la exsecretaría de cultura María Cristina García Cepeda, del gobernador del estado y del destacado compositor Armando Manzanero.
En el evento, también se contó con la presencia del C.P. Roberto Abraham, quien dio el discurso inaugural en calidad de presidente de Cultura Yucatán A.C., organización cultural que impulsó desde sus inicios la realización del Palacio de la Música, y que por sus gestiones contó con seis votos como sociedad civil en el Patronato del Fideicomiso del Palacio de la Música, así como con la presidencia del Consejo Consultivo*. Por sus gestiones, el 5 de julio del 2018 Roberto Abraham fue nombrado presidente del Consejo Consultivo del Palacio de la Música.

## Descripción y datos generales
El Palacio de la Música es único en todo el país y destaca por poseer un estilo arquitectónico moderno que contrasta con los edificios coloniales de los alrededores. Se encuentra en el primer cuadro del centro histórico de Mérida, ocupando una superficie aproximada de 8 800 metros cuadrados. Consta de 4 niveles con varias salas de conciertos y de exhibición divididas en muchas áreas con temáticas especiales que están dedicadas a la preservación y difusión cultural de la música mexicana, la música prehispánica de México, la música folclórica de México y la música yucateca e indígena. 
El museo virtual cuenta con 8 pabellones virtuales en los que se ofrece información sobre la historia de la música de todo el país. Una de las salas está dedicada para la trova yucateca. El recinto también cuenta con una fonoteca, una videoteca y una sala de conciertos. En la primera sala se encuentra la estructura de una guitarra con pantalla táctil y audífonos, a través de los cuales se explican los conceptos básicos del sonido, los instrumentos musicales y la música, así como la diferencia entre tono, intensidad y duración. También hay un vídeo en el cual se aprecia a personas cantando o tocando algún instrumento en varias partes del mundo.
La segunda sala es más amplia. Se trata de la música profana de las culturas del México prehispánico y hay todavía más información disponible en las estaciones para escuchar cómo suenan instrumentos prehispánicos con canciones, conversaciones que contextualizan la época, una línea del tiempo, entre otras cosas, para las cuales hacen falta más de siete minutos, que es lo que dura la estancia en cada sala.
Las siguientes salas están dedicadas a la música popular de varios estados de la república, una en particular a la trova y la jarana yucateca. Esta sala está diseñada como el patio de una típica casona yucateca, pintada de amarillo con detalles blancos, en cuyas paredes se proyecta una vaquería en el municipio de Izamal.
Hay otros espacios para los escenarios y medios de comunicación que tuvieron un impacto histórico en la música como el teatro, la radio y el cine. 
Todas las salas tienen diversas formas de reproducir la música: un tocadiscos digital y tapas de discos de vinilo de madera con temas de Chavela Vargas, Agustín Lara, Juan Gabriel, Armando Manzanero, Lupita D'Alessio y Los Temerarios; una cabina de radio donde se ve y escucha a una mujer interpretando la música y Consuelo Velázquez, autora de la emblemática canción Bésame mucho. En la sección de cine, hay una pequeña sala con las típicos butacas, la cartelera y la taquilla, donde aparece el holograma de un señor que cuenta las historias de los protagonistas de las películas mexicanas principalmente de la Época de Oro del cine mexicano; mientras tanto, otras personas observan un collage de escenas de filmes con música de cantantes, actrices y actores como Pedro Infante.

## Espacios

### Sala de conciertos
Tiene un aforo para 458 personas y posee una acústica única gracias a que está recubierta por tres tipos de maderas de la región. Su cabina permite la grabación y transmisión de eventos en vivo y, además, está equipada con lo último en sistemas de audio, microfonía e iluminación.

### Terraza
Dispone de capacidad para 350 personas y su uso está destinado para la realización de eventos sociales empresariales y artísticos. Su locación permite apreciar la zona céntrica de la ciudad con sus históricos edificios.

### Patio de cuerdas
Es el punto central del Palacio de la Música, cuya herrería elevada emula las cuerdas de un piano y logra una acústica especial para la realización de eventos artísticos. Tiene capacidad para 350 personas.

### Galerías
Son espacios destinados a la realización de conferencias de prensa, firma de autógrafos, presentaciones de libros, realización de cócteles y exposiciones fotográficas o pictóricas, entre otros usos. Se encuentran ubicados al costado poniente del edificio, cada uno cuenta con capacidad para 80 personas.

### Sala de juntas
Es adecuada para la realización de diversas actividades. Tiene capacidad para 20 personas.

### Aulas
Espacios para actividades educativas. Cuentan con capacidad para 50 personas por aula.

## Galería

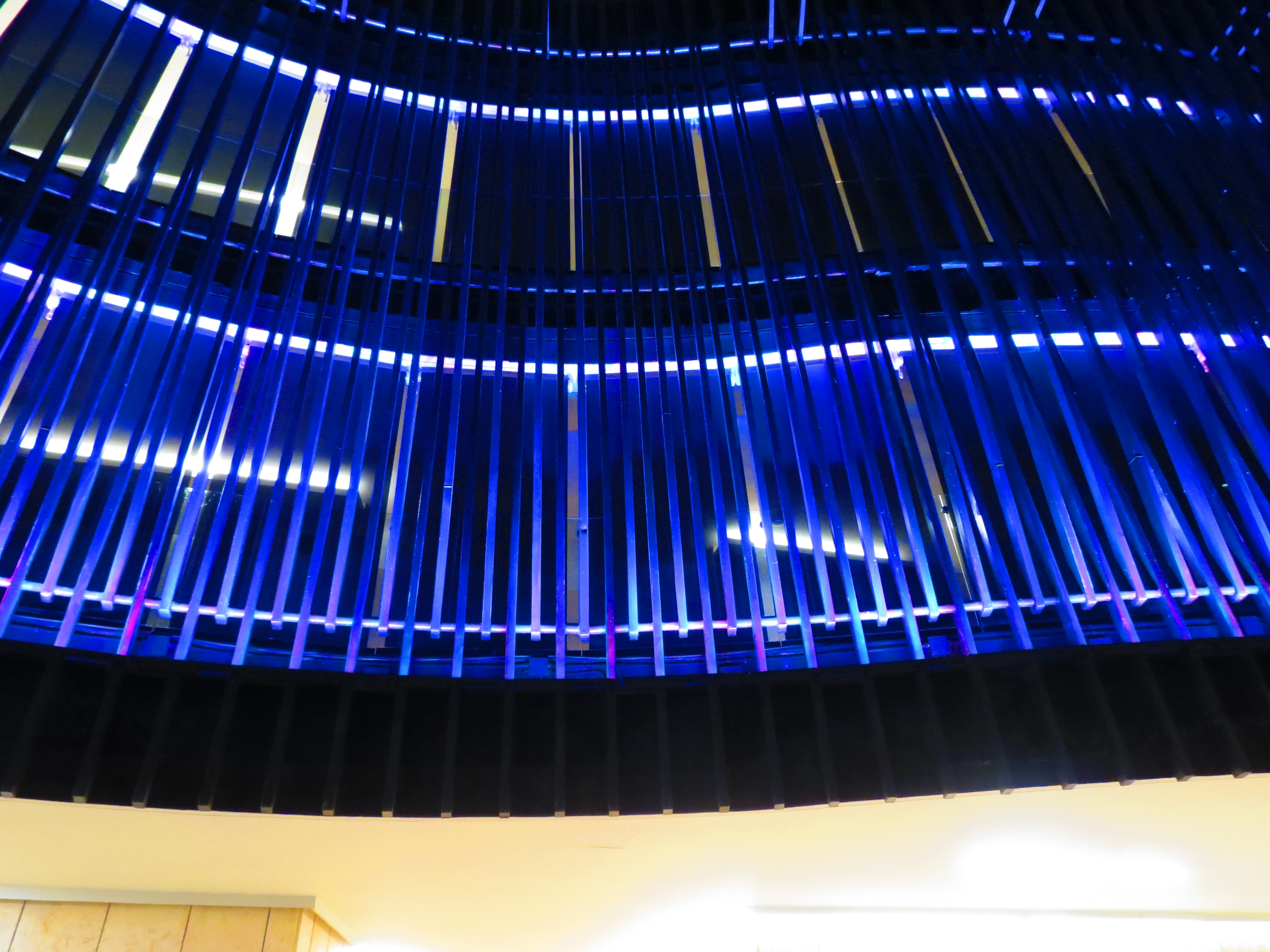
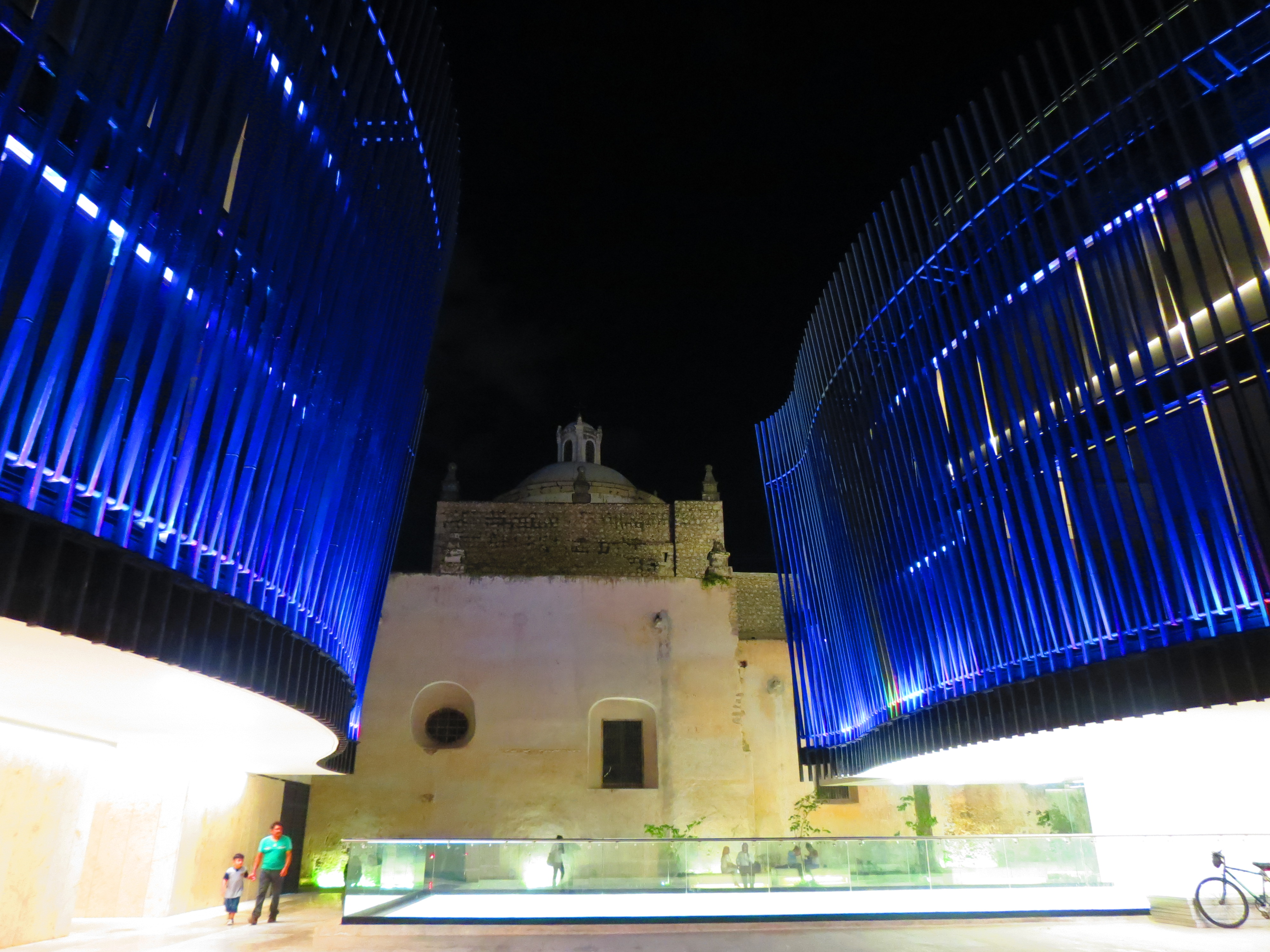
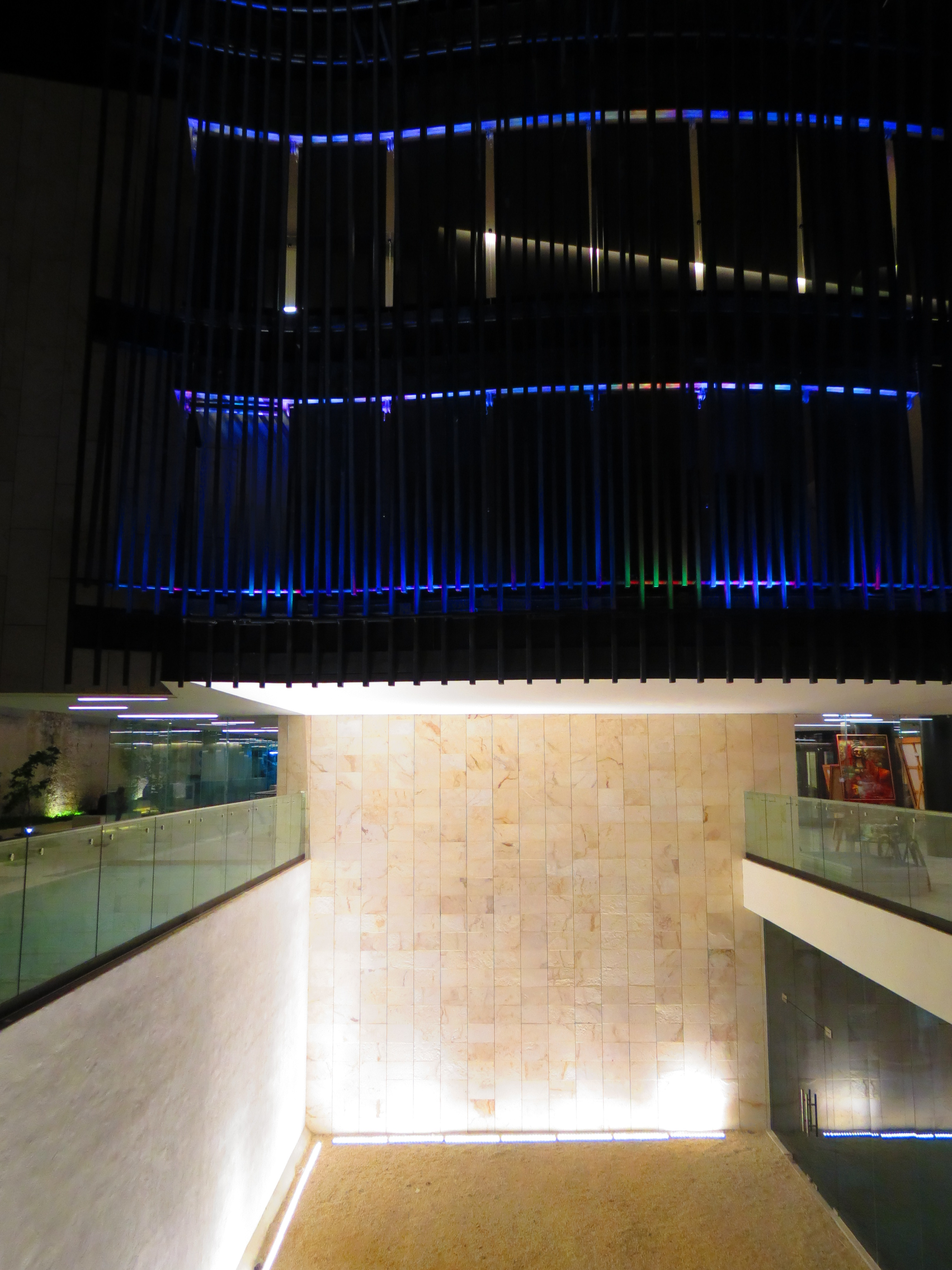
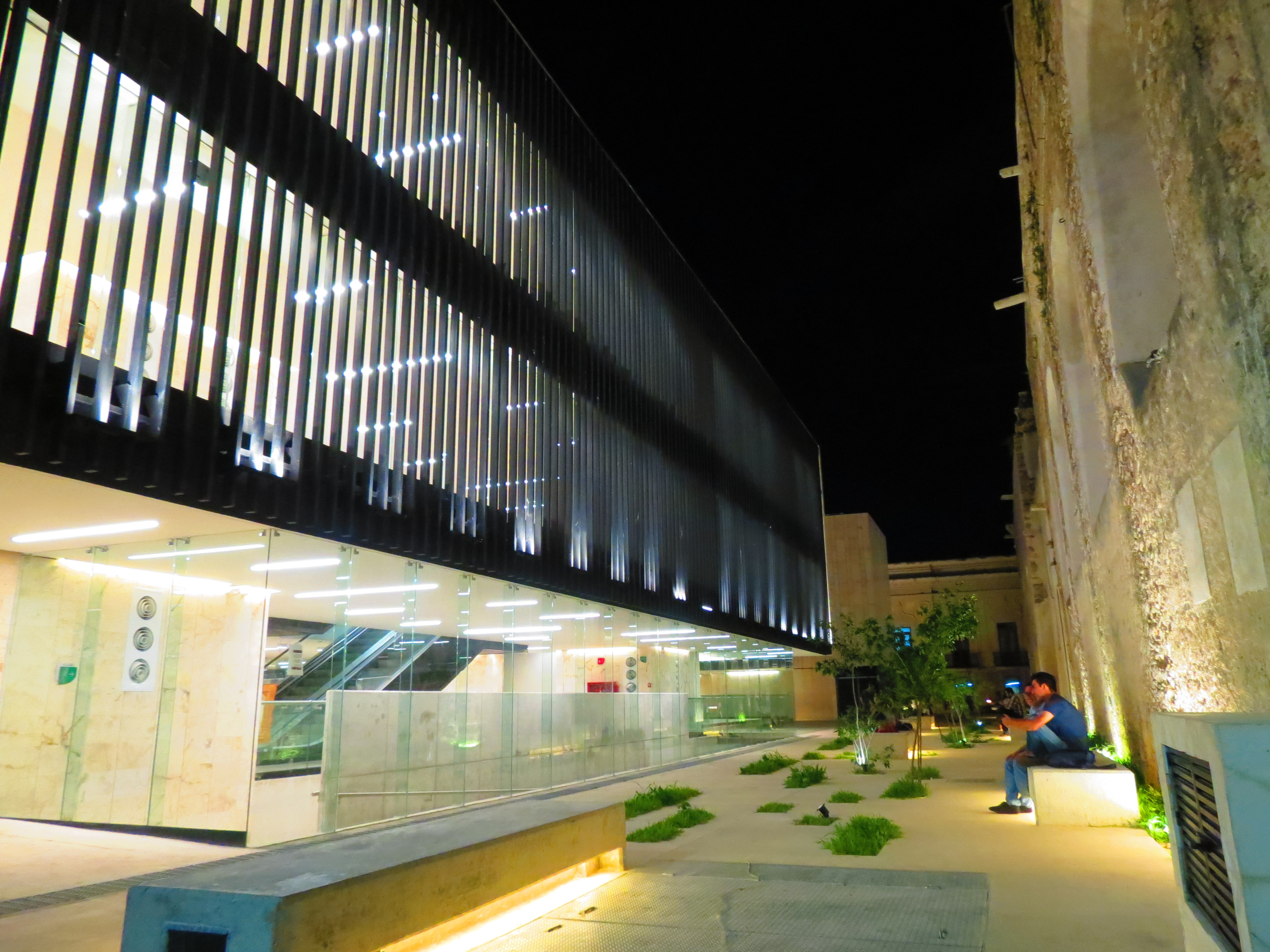
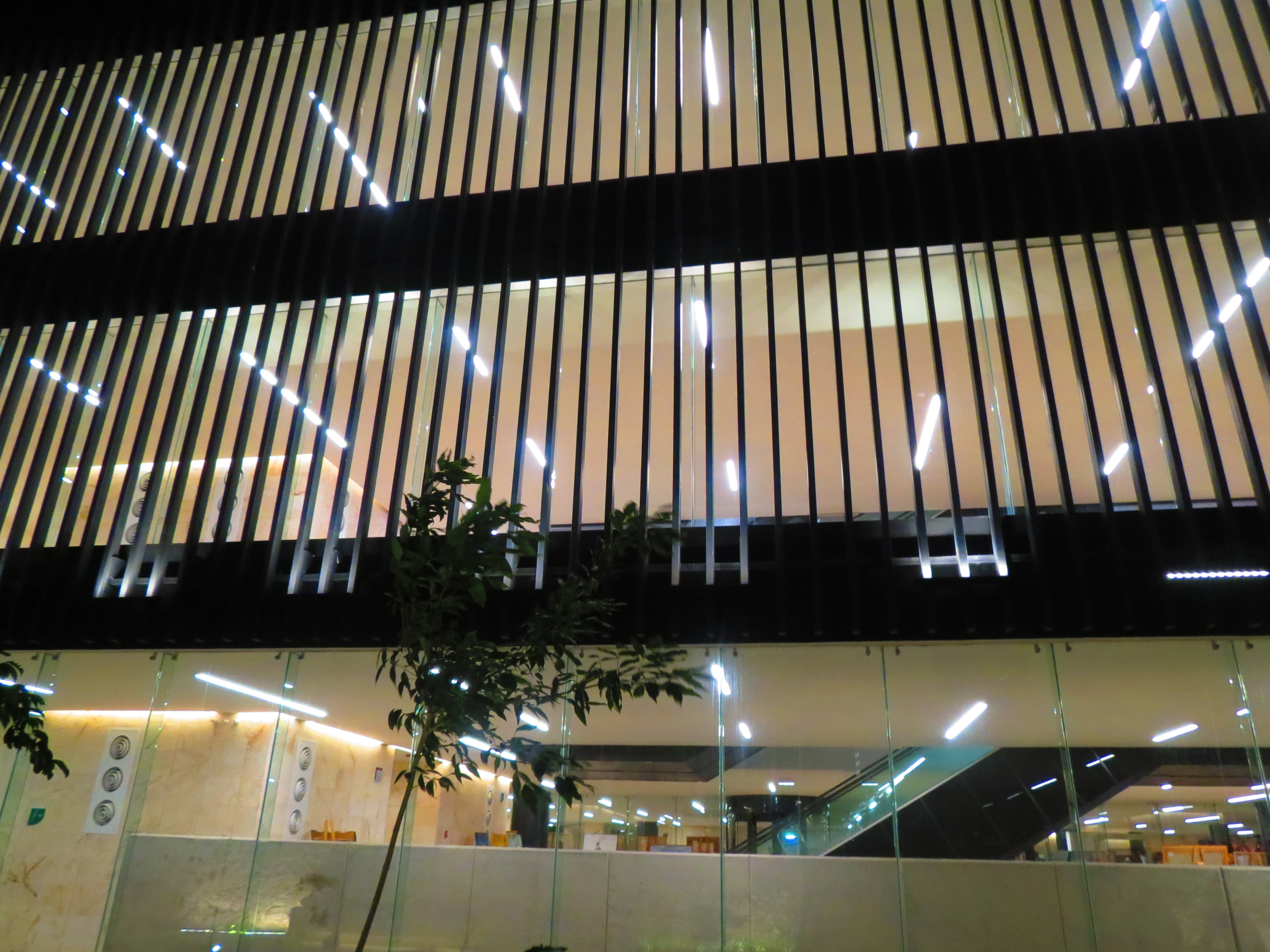
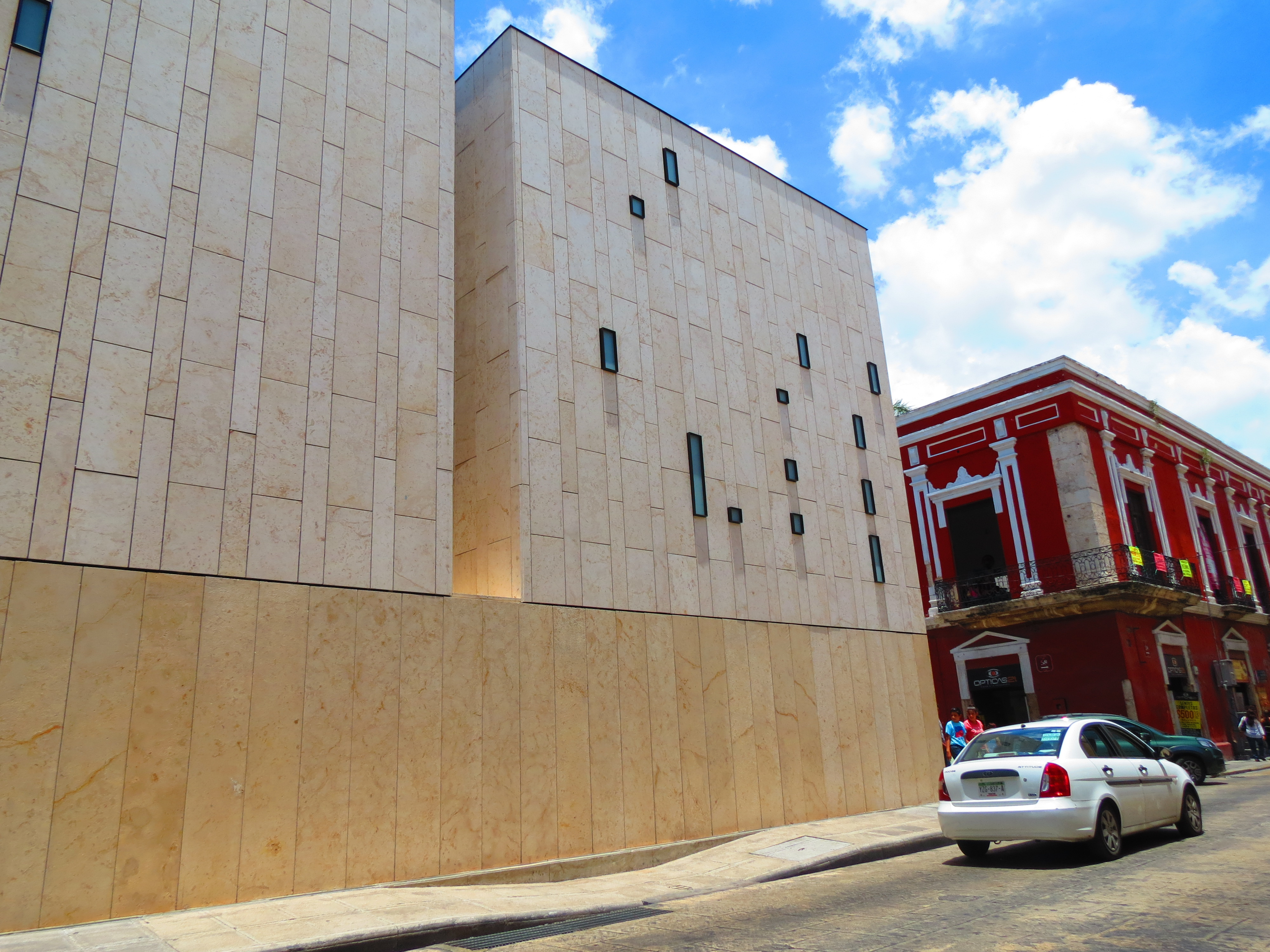
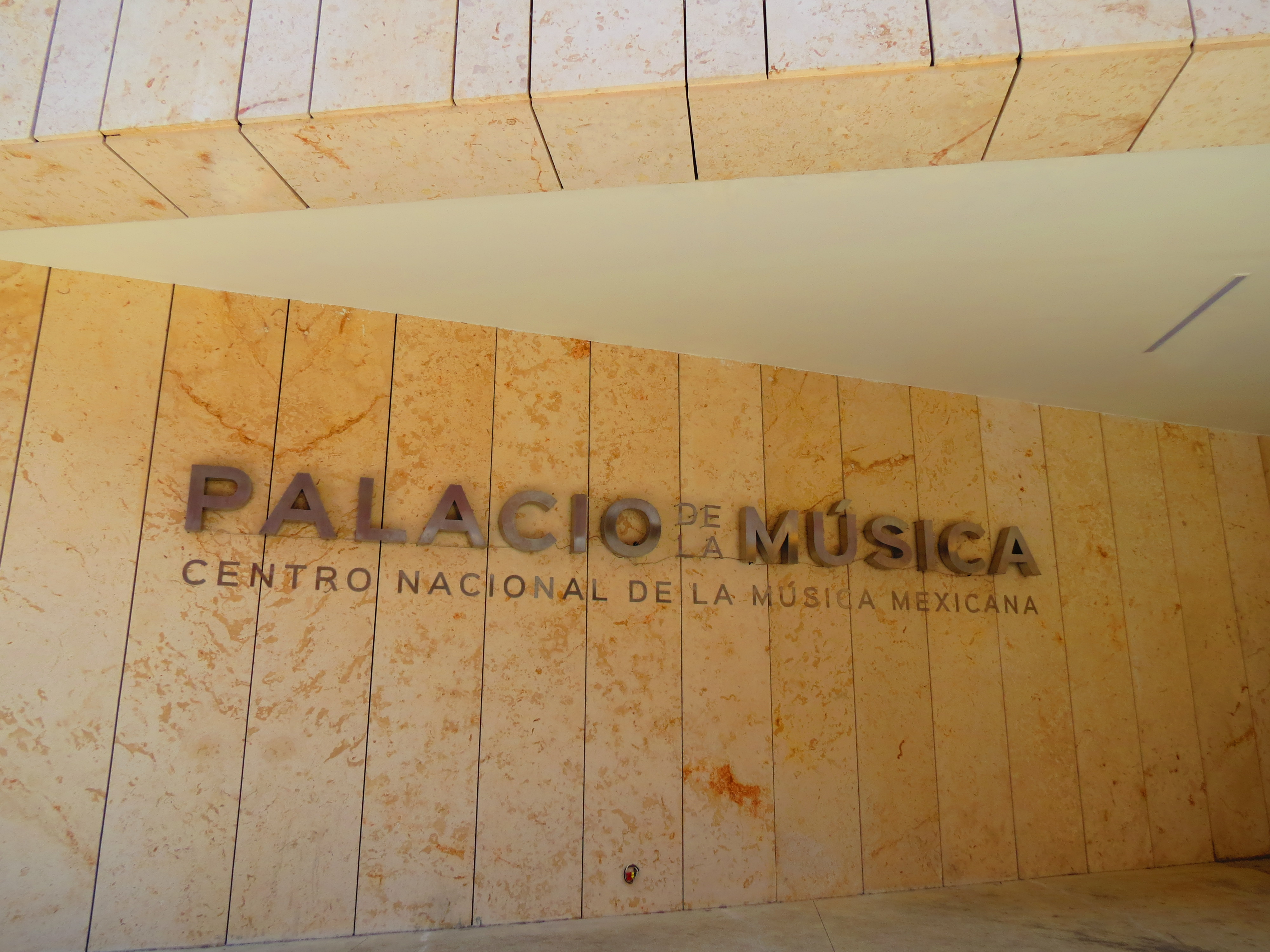
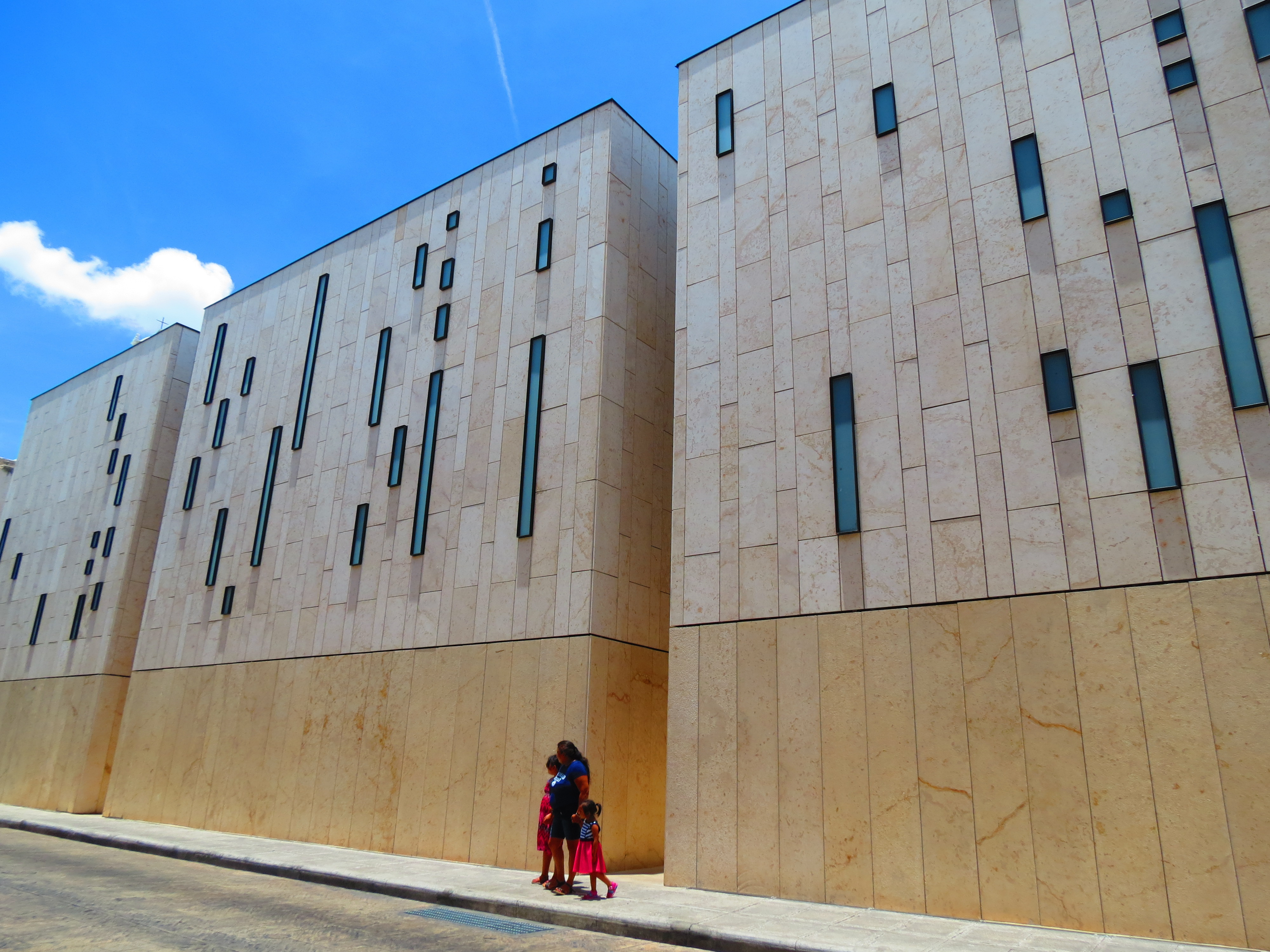